# Yainville
Yainville és un municipi francès situat al departament del Sena Marítim i a la regió de Normandia. L'any 2014 tenia 1.070 habitants.

## Demografia

### Població
El 2007 la població de fet de Yainville era de 1.105 persones. Hi havia 457 famílies de les quals 134 eren unipersonals (55 homes vivint sols i 79 dones vivint soles), 126 parelles sense fills, 150 parelles amb fills i 47 famílies monoparentals amb fills.
La població ha evolucionat segons el següent gràfic:
Habitants censats

### Habitatges
El 2007 hi havia 482 habitatges, 462 eren l'habitatge principal de la família, 6 eren segones residències i 14 estaven desocupats. 384 eren cases i 98 eren apartaments. Dels 462 habitatges principals, 229 estaven ocupats pels seus propietaris, 227 estaven llogats i ocupats pels llogaters i 6 estaven cedits a títol gratuït; 4 tenien una cambra, 27 en tenien dues, 93 en tenien tres, 159 en tenien quatre i 179 en tenien cinc o més. 304 habitatges disposaven pel capbaix d'una plaça de pàrquing. A 213 habitatges hi havia un automòbil i a 198 n'hi havia dos o més.

### Piràmide de població
La piràmide de població per edats i sexe el 2009 era:
| Homes | Edats   | Dones |
| ----- | ------- | ----- |
| 0     | 95 o +  | 0     |
| 0     | 90 a 94 | 4     |
| 0     | 85 a 89 | 4     |
| 0     | 80 a 84 | 12    |
| 8     | 75 a 79 | 12    |
| 4     | 70 a 74 | 36    |
| 32    | 65 a 69 | 24    |
| 20    | 60 a 64 | 16    |
| 28    | 55 a 59 | 20    |
| 48    | 50 a 54 | 20    |
| 56    | 45 a 49 | 56    |
| 56    | 40 a 44 | 52    |
| 56    | 35 a 39 | 40    |
| 40    | 30 a 34 | 48    |
| 24    | 25 a 29 | 40    |
| 32    | 20 a 24 | 36    |
| 52    | 15 a 19 | 20    |
| 64    | 10 a 14 | 52    |
| 64    | 5 a 9   | 24    |
| 40    | 0 a 4   | 28    |

## Economia
El 2007 la població en edat de treballar era de 729 persones, 526 eren actives i 203 eren inactives. De les 526 persones actives 477 estaven ocupades (249 homes i 228 dones) i 49 estaven aturades (21 homes i 28 dones). De les 203 persones inactives 62 estaven jubilades, 67 estaven estudiant i 74 estaven classificades com a «altres inactius».

### Ingressos
El 2009 a Yainville hi havia 467 unitats fiscals que integraven 1.128,5 persones, la mediana anual d'ingressos fiscals per persona era de 17.746 €.

### Activitats econòmiques
Dels 56 establiments que hi havia el 2007, 2 eren d'empreses extractives, 1 d'una empresa alimentària, 10 d'empreses de fabricació d'altres productes industrials, 4 d'empreses de construcció, 19 d'empreses de comerç i reparació d'automòbils, 4 d'empreses de transport, 3 d'empreses d'hostatgeria i restauració, 1 d'una empresa financera, 1 d'una empresa immobiliària, 4 d'empreses de serveis, 3 d'entitats de l'administració pública i 4 d'empreses classificades com a «altres activitats de serveis».
Dels 9 establiments de servei als particulars que hi havia el 2009, 1 era una oficina de correu, 1 taller de reparació d'automòbils i de material agrícola, 2 paletes, 1 fusteria, 1 lampisteria, 2 perruqueries i 1 restaurant.
Dels 9 establiments comercials que hi havia el 2009, 3 eren grans superfícies de material de bricolatge, 1 una gran superfície de material de bricolatge, 1 una botiga de més de 120 m², 1 una botiga de menys de 120 m², 1 una fleca, 1 una peixateria i 1 una botiga de roba.

## Equipaments sanitaris i escolars
L'únic equipament sanitari que hi havia el 2009 era una farmàcia.
El 2009 hi havia 1 escola maternal i 1 escola elemental.

## Poblacions més properes
El següent diagrama mostra les poblacions més properes.